# You (canção de Galantis)
You é uma canção do duo sueco de música eletrônica Galantis. Foi lançada em 1º de abril de 2014 como o segundo single de seu álbum de estreia, Galantis EP (2014). Originalmente escrita para Britney Spears, era intitulada I'll Remember You, para seu oitavo álbum de estúdio, Britney Jean, mas, por razões desconhecidas, foi cortada do álbum e utilizada por Galantis.

## Faixas
| Digital download – remixes |                                 |         |  |
| N.º                        | Título                          | Duração |  |
| 1.                         | "You" (Tom Star Remix)          | 6:04    |  |
| 2.                         | "You" (Wax Motif Remix)         | 5:14    |  |
| 3.                         | "You" (Ivan Gough & Jebu Remix) | 4:37    |  |
| 4.                         | "You" (Still Young Remix)       | 5:53    |  |

## Desempenho nas tabelas musicais

### Posições
| Tabela musical (2014–15)                            | Melhor posição |
| --------------------------------------------------- | -------------- |
| Bélgica (Ultratip Dance Bubbling Under de Flandres) | 10             |
| Estados Unidos (Billboard Twitter Emerging Artists) | 19             |